# لازلو كيس
لازلو كيس (بالمجرية: Kiss László)‏ (بالمجرية: László Kiss) ، من مواليد 12 مارس 1956، لاعب كرة قدم مجري سابق ومدرب كرة قدم مجري سابق.
لعب مع منتخب هنغاريا لكرة القدم.

## روابط خارجية
- لازلو كيس على موقع الاتحاد الدولي (مؤرشف)  (الإنجليزية)
- لازلو كيس على موقع الاتحاد الأوربي (الإنجليزية)
- لازلو كيس على موقع قاعدة بيانات كرة القدم.إي يو (الإنجليزية)
- لازلو كيس على موقع ناشيونال فوتبول تيمز (الإنجليزية)